# Целдемелк
Целдемелк (мађ. Celldömölk) град је у северозападној Мађарској. Целдемелк је град у оквиру жупаније Ваш.
Град је имао 10.956 становника према подацима из 2010. године.

## Географија
Град Целдемелк се налази у северозападном делу Мађарске. Од престонице Будимпеште град је удаљен око 190 km југозападно. Најближи већи град је Ђер, 75 km североисточно од града.
Целдемелк се налази у северозападном делу Панонске низије, у бреговитом подручју - Кеменешаља брда. Надморска висина места је око 138 m. Западно од града протиче река Раба.

## Становништво
По процени из 2017. у граду је живело 10.694 становника.
| 1990.  | 2001.  | 2011.  | 2017.  |
| ------ | ------ | ------ | ------ |
| 12.061 | 11.589 | 11.113 | 10.694 |

## Галерија
- Римокатоличка црква
- Градски млин
- Сагхеђ музеј